# Fravaux
Fravaux ist eine französische Gemeinde mit 36 Einwohnern (Stand: 1. Januar 2022) im Département Aube in der Region Grand Est. Sie gehört zum Arrondissement Bar-sur-Aube und zum Kanton Bar-sur-Aube. 

## Lage
Sie ist umgeben von folgenden Nachbargemeinden:
| Argançon | Jaucourt                                    |             |
|          | Kompassrose, die auf Nachbargemeinden zeigt | Proverville |
| Spoy     |                                             |             |

## Bevölkerungsentwicklung

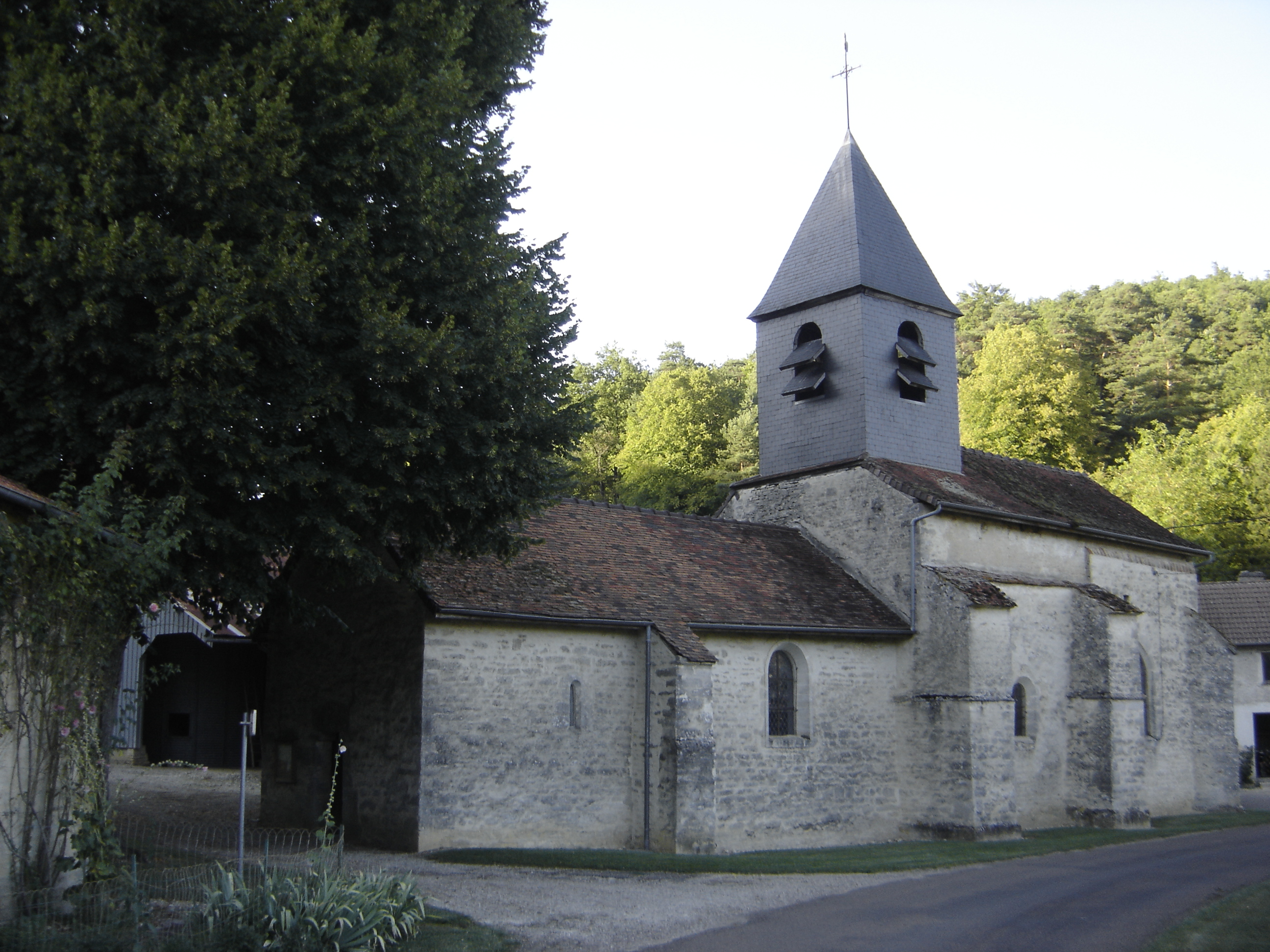
Kirche Saint-Laurent

| Jahr                      | 1962 | 1968 | 1975 | 1982 | 1990 | 1999 | 2008 | 2016 |
| ------------------------- | ---- | ---- | ---- | ---- | ---- | ---- | ---- | ---- |
| Einwohner                 | 63   | 40   | 46   | 34   | 47   | 57   | 50   | 54   |
| Quelle: Cassini und INSEE |      |      |      |      |      |      |      |      |